# محمد شریفی مقدم (شهردار)
محمد شریفی مقدم (زادهٔ خرم‌آباد) شهردار پیشین مرکز استان لرستان و شهردار فعلی الشتر است.
وی در شهریور ۱۳۹۸ در جلسه علنی شورای اسلامی خرم‌آباد با اکثریت آرا شورای شهر به سمت شهردار خرم‌آباد انتخاب گردید.
شریفی مقدم پیش از این معاون و قائم مقام شهرداری خرم‌آباد و شهردار اندیمشک بوده‌است.

## حواشی انتصاب
پس از انتخاب محمد شریفی مقدم، فرماندار خرم‌آباد این انتخاب را مغایر قانون دانست و اعلام کرد که حکم سرپرستی شهردار پیشین قانونی است و شریفی مقدم شهردار نیست. در پی این اتفاق شهردار جدید خرم‌آباد استعفا کرد که پس از یک روز لغو شد.
در پاییز سال ۱۳۹۸ رسماً او با حکم عبدالرضا رحمانی فضلی وزیر کشور فعالیت خود را آغاز کرد.

## عدم حضور شهردار در شورای شهر
اسفند ۱۳۹۹ انتقادهایی نسبت به عدم حضور شریفی مقدم در جلسات شورای اسلامی شهر خرم‌آباد صورت گرفت. رئیس شورای شهر شهردار در جلسه این نهاد پرسید محمد شریفی مقدم کجاست؟ گفته شد برای چندمین بار شریفی مقدم از حضور در جلسات شورا امتناع می‌کند.
رئیس شورای شهر گفته آقای شریفی مقدم چندین مرتبه است که به جلسات شورای شهر بی اعتنایی می‌کند، جلسات قبلی معاونت را می‌فرستاد امروز از آمدن معاونت هم خودداری کرده و به وی اجازه حضور نمی‌دهد؛ بی اعتنایی شهردار به شخص بنده نیست بلکه توهینی است به همه اعضای شورا و به‌ویژه به مردم شهر؛ اولویت اول شهردار باید حضور در جلسات رسمی شورا باشد.